# Sorø og Omegn
|  | Denne artikel er oprettet af botten PalnaBot ud fra en ekstern database. Den kan derfor have sproglige fejl eller mangler. Denne skabelon kan fjernes efter kontrol af indholdet. |

Sorø og Omegn er en film med ukendt instruktør.

## Handling
Forskellige smukke partier omkring Sorø Sø. Drenge på bådebro. Sorø Akademi i baggrunden? Pige ved gård. Familiefrokost i det grønne. Pige på vej. Hest nikker med hovedet. Både på søen. Malerinde arbejder. Badende drenge. På landet, gedebuk. Natur. Drenge skal ud og fiske, og sejler ud på søen. Gård, piger og høns. Voksne og børn spadserer langs søbredden.